# كريستوف جونغهانز
كريستوف يونغهانس (بالألمانية: Christoph Junghans) هو عالم حاسوب ألماني يعمل في مختبر لوس ألاموس الوطني، يُعرف بعمله في تطوير البرمجيات مفتوحة المصدر في مجالي الكيمياء الحاسوبية والفيزياء الحاسوبية، خاصةً في VOTCA وGROMACS.

## التعليم والمسيرة
حصل يونغهانس على دبلوم في الفيزياء من جامعة لايبزغ، ونال الدكتوراه من جامعة يوهانس غوتنبرغ ماينز، حيث عمل في معهد ماكس بلانك لبحوث البوليمرات تحت إشراف كورت كريغ.

## الجوائز
في عام 2020، حصل على جائزة R&D 100 عن عمله على نظام *Shifter*، وهو بيئة حاويات للحوسبة الفائقة، طُورت في مختبر لورانس ليفرمور الوطني ومختبر لوس ألاموس الوطني.